# Zorzines diminuta
Zorzines diminuta är en fjärilsart som beskrevs av Inoue 1993. Zorzines diminuta ingår i släktet Zorzines och familjen nattflyn. Inga underarter finns listade i Catalogue of Life.